# Михаило Рашковић
Михаило Рашковић (Тител, 1827 — Београд, 3. октобар 1872) био је хемичар, професор Лицеја и Велике школе.

## Биографија
Михаило Рашковић је први професор хемије на београдском Лицеју, претечи Београдског универзитета.
Лицеј је основан 1838. и у почетку је имао два одељења: Филозофско и Правно, а 1853. је основано и ново Природно-техничко одељење, на којем се почела изучавати хемија. Михаило Рашковић је 1853. почео да предаје неорганску и органску хемију и хемијску технологију и да држи вежбе у хемијској лабораторији коју је исте године основао. Хемијска лабораторија Лицеја налазила се у подруму Конака кнегиње Љубице, где се Лицеј налазио до 1863. Те године Лицеј је прерастао у Велику школу и преселио се у Капетан-Мишино здање.
Михаило Рашковић се заједно са Симом Лозанићем и Марком Леком убраја у најзначајнија имена хемијске науке у Србији, у периоду пре оснивања Београдског универзитета 1905.
После његове смрти, 1872. године, на месту професора хемије наследио га је Сима Лозанић.